# Сильвестер, Джей
Эл Джей Сильвестер (англ. L. Jay Silvester; род. 27 августа 1937, Тремонтон, Бокс-Элдер) — американский легкоатлет, специалист по метанию диска. Выступал за сборную США по лёгкой атлетике в 1960-х и 1970-х годах, серебряный призёр летних Олимпийских игр в Мюнхене, обладатель бронзовой медали Панамериканских игр, многократный победитель и призёр первенств национального значения, бывший рекордсмен мира в метании диска. Также известен как тренер, преподаватель физического воспитания в Университете Бригама Янга.

## Биография
Джей Сильвестер родился 27 августа 1937 года в городе Тремонтон, штат Юта.
Занимался лёгкой атлетикой во время учёбы в Университете штата Юта, в 1956—1959 годах состоял в местной университетской команде, неоднократно принимал участие в различных студенческих соревнованиях.
Впервые заявил о себе на международном уровне в сезоне 1961 года, когда в первый раз одержал победу на чемпионате США в метании диска, вошёл в состав американской национальной сборной и на соревнованиях в западногерманском Франкфурте установил мировой рекорд — 60,56 метра. В том же сезоне улучшил свой мировой рекорд — победил на Всемирных военных играх в Брюсселе с результатом 60,72. Однако в следующем году это достижение превзошёл другой американец Эл Ортер.
Благодаря череде удачных выступлений удостоился права защищать честь страны на летних Олимпийских играх 1964 года в Токио — в финале метания диска показал результат 59,09 метра, расположившись в итоговом протоколе соревнований на четвёртой строке.
В 1968 году вернул себе звание рекордсмена мира: сначала улучшил свой результат до 66,54, затем до 68,40. Это достижение продержалось уже четыре года, после чего новым рекордсменом стал швед Рики Брух. Кроме того, в этом сезоне Сильвестер метал диск на Олимпийских играх в Мехико — здесь ему вновь не удалось попасть в число призёров, с результатом 61,78 он стал в финале пятым.
На Олимпийских играх 1972 года в Мюнхене метнул диск на 63,50 метра и завоевал серебряную олимпийскую медаль, уступив только представителю Чехословакии Лудвику Данеку.
В 1975 году выиграл бронзовую медаль на Панамериканских играх в Мехико.
В 1976 году метал диск на Олимпийских играх в Монреале — на сей раз показал результат 61,98 и стал в финале восьмым.
Впоследствии ещё в течение многих лет продолжал выступать на любительских и ветеранских турнирах. Проявил себя на тренерском поприще, в частности занимал должность помощника тренера мужской американской легкоатлетической команды на Олимпиаде 2000 года в Сиднее. Преподавал физическое воспитание в Университете Бригама Янга, профессор.